# Grits Sandwiches for Breakfast
Grits Sandwiches for Breakfast é o álbum de estreia do cantor Kid Rock, lançado em 1990.

## Faixas
1. "Yo-Da-Lin in the Valley" – 4:18
2. "Genuine Article" – 4:42
3. "Cramp Ya Style" – 4:19
4. "New York's Not My Home" – 4:27
5. "Super Rhyme Maker" – 3:37
6. "With a One-Two" – 3:38
7. "Wax the Booty" – 5:20
8. "Pimp of the Nation" – 5:10
9. "Abdul Jabar Cut" – 4:29
10. "Step in Stride" – 3:24
11. "The Upside" – 5:06
12. "Style of X-Pression" – 4:20
13. "Trippin' Over a Rock" – 3:11